# Alfonso Martínez de Toledo
Alfonso Martínez de Toledo, noto come Arciprete di Talavera (Toledo, 1398 – Talavera de la Reina, 1470), è stato uno scrittore e presbitero spagnolo.

## Biografia

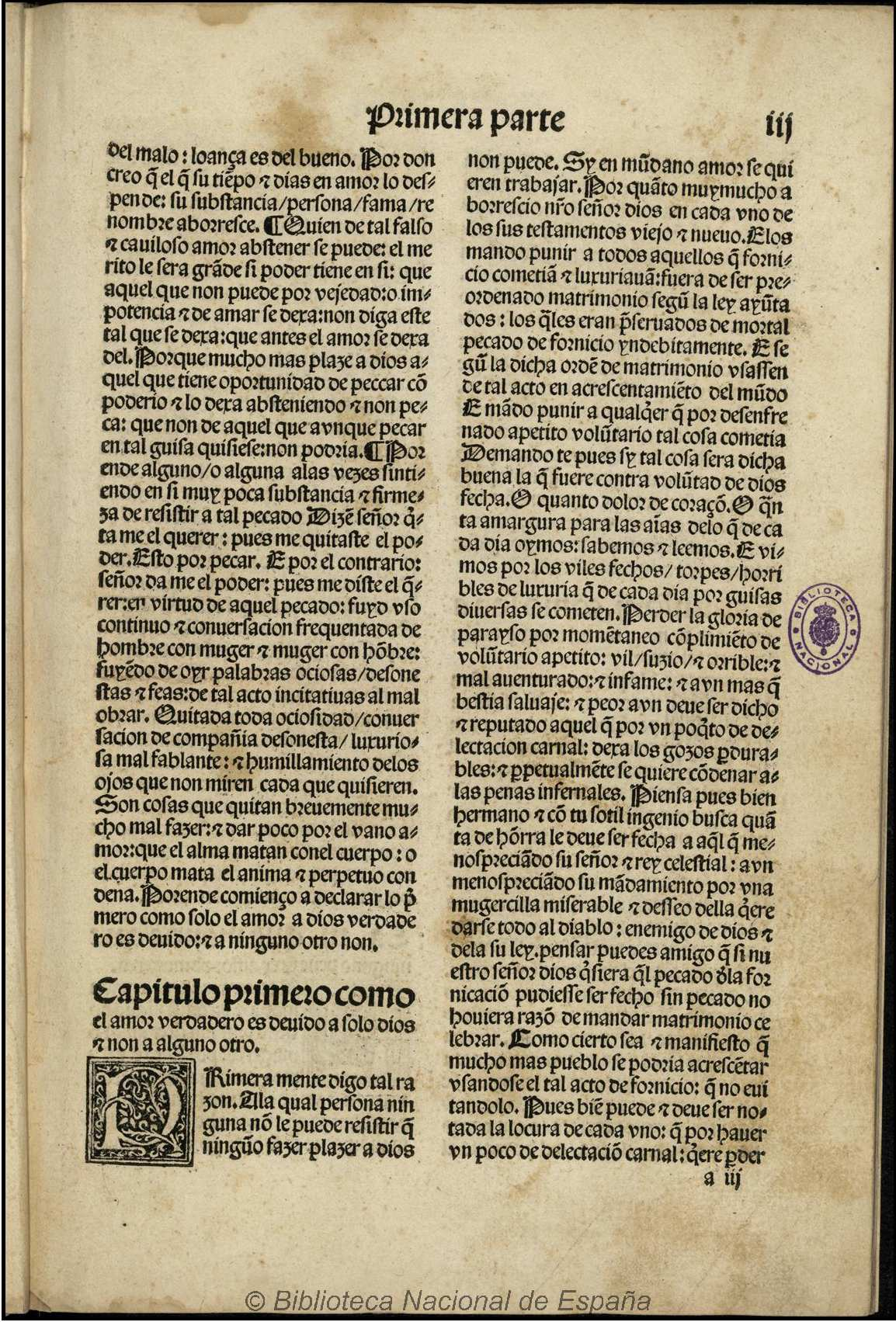
Corbaccio (Corbacho) in una edizione del 1498.

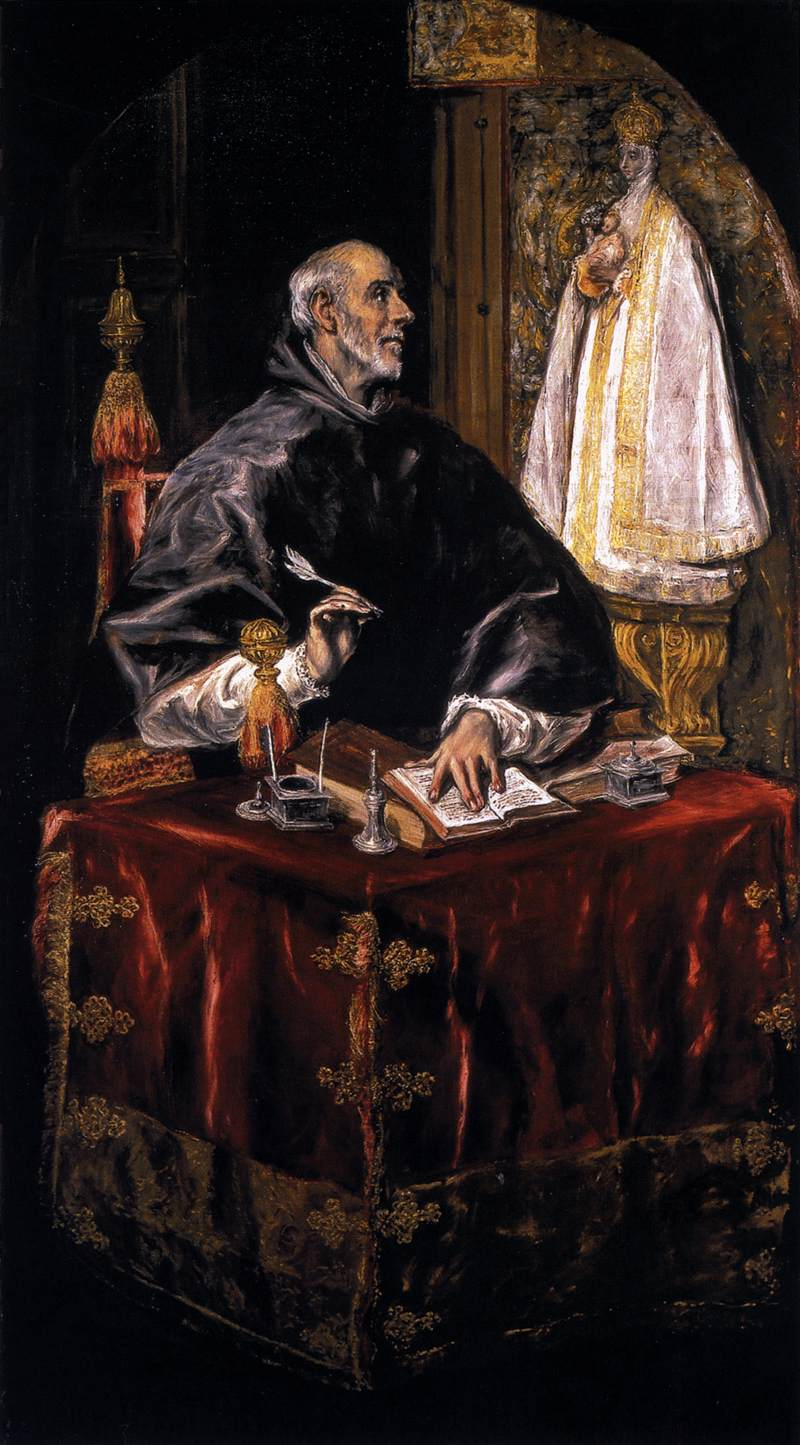
Il visigoto San Ildefonso raffigurato da El Greco. Alfonso Martínez de Toledo scrisse un'agiografia del santo.

Alfonso Martínez de Toledo, dopo aver frequentato l'Università di Salamanca, ottenendo il baccellierato, dal 1415 fino al 1418, fu prebendario della cappella nella cattedrale di Santa María de Toledo, dopo di che soggiornò per dieci anni in Aragona, dal 1420 al 1430, prima di trasferirsi per un biennio a Roma (1431-1433), dove entrò in contatto con l'ambiente intellettuale umanista italiano, e successivamente di ricevere la prebenda di Talavera.
È noto con il nome di Arciprete di Talavera, anche se trascorse gran parte della sua vita a Toledo, in Aragona e in Catalogna.
Scrisse due operette agiografiche, di gusto gradevolmente popolaresco, la Vite dei santi Isidoro e Ildefonso (Vida de San Isidoro y San Ildefonso, 1443) e un sommario storico Osservazioni della cronaca che contiene i grandi eventi dei Goti e dei re di Spagna (Atalaya de las Chronicas, que contiene los grandes hechos de los Godos y Reyes de España, 1443, tuttora inedito).
La sua opera più importante e conosciuta fu ultimata nel 1438, senza un titolo esplicito e venne presentata con la denominazione di Arcipreste de Talavera, anche se nel corso del tempo assunse, per i contenuti, il titolo di Representación del amor mundano o Reprobación del loco amor, e più semplicemente Corbacho, che ricorda direttamente la narrazione in prosa Il Corbaccio di Giovanni Boccaccio, composta negli anni della maturità dello scrittore toscano.
L'opera di Martínez de Toledo, che diventò una delle più significative della prosa castigliana del XV secolo, nonostante il titolo similare, ebbe ben pochi contenuti boccacceschi, basata soprattutto su intenti moralistici e sulle critiche riguardanti il materialismo, la vita sessuale e agiata del suo tempo.
Divisa in quattro parti distinte, incomincia con un trattato contro la lussuria, prosegue con una satira realistica contro le donne, impreziosita da approfondimenti sulla psicologia femminile, continua con un libro sul temperamento e sul carattere degli uomini e sulle loro tendenze amorose, conclude infine con una parte dedicata a  criticare i vaticini, le predizioni, i pregiudizi, e ad esaltare la libertà umana nella scelta morale e la volontà, con le quali l'uomo può vincere l'influenza di forze superiori come stelle o destini.
La seconda parte si rivelò letterariamente la più originale sia per la ricchezza descrittiva che compone i quadretti satirico-realistici che focalizzano la realtà psicologica, la sensibilità femminile, i difetti e le manie delle donne, sia per la scrittura capace di colorire e variegare una base dotta e raffinata, di gusto umanistico e ciceroniano, con mostra di figure retoriche quali l'endiadi e gli iperbati, tramite gradevoli popolarismi e arguti umorismi, oltre che per la presenza di elementi presi dalla letteratura medievale e rinascimentale, che tutti assieme formarono, una solida tradizione sintattica, che anticipò e influenzò anche la letteratura narrativa.
Martínez de Toledo unì assieme sia lo spirito tipico castigliano, che da Don Juan Manuel a Juan Ruiz, si incentrò sulla descrizione della vita reale degli uomini, sia la più intensa cultura del Rinascimento, basata su interessi prevalentemente morali e psicologici.
Questo stile letterario e questo linguaggio, definito dal filologo e storico spagnolo Ramón Menéndez Pidal «parlata popolare trattata sotto forma artistica», oltre che per la sua validità rappresentò un antecedente del capolavoro della prosa castigliana del Quattrocento, la famosa La Celestina di Fernando de Rojas.

## Pubblicazioni
- Rappresentazione dell'amore mondano o riprovazione dell'amore pazzo, noto anche come Corbaccio (Representación del amor mundano o Reprobación del loco amor o Corbacho, 1438);
- Vite dei santi Isidoro e Ildefonso (Vida de San Isidoro y San Ildefonso, 1443);
- Osservazioni della cronaca che contiene i grandi eventi dei Goti e dei re di Spagna (Atalaya de las Chronicas, que contiene los grandes hechos de los Godos y Reyes de España, 1443).